# Auslandsbank
Auslandsbanken ist im Bankwesen der Oberbegriff für Zweigstellen ausländischer Banken in Deutschland und für Banken, die sich mehrheitlich im Besitz von Kreditinstituten mit Hauptsitz im Ausland befinden.

## Allgemeines
Das Aggregat der Auslandsbanken wurde von der Deutschen Bundesbank in ihrer Bankenstatistik im Januar 1987 eingeführt, nachdem der Finanzplatz Deutschland eine zunehmende Anziehungskraft auf ausländische Kreditinstitute ausgeübt hatte. Sie fasste damals erstmals die Zweigstellen und die Tochtergesellschaften zur Gruppe der „Auslandsbanken“ zusammen. Während im März 1972 noch 76 Repräsentanzen, 29 Filialen und 12 Tochterbanken bestanden, waren diese Zahlen im Dezember 1986 auf 168 Repräsentanzen, 64 Filialen und 48 Tochterbanken aus 64 Ländern angestiegen. Auslandsbanken hatten sich in der Regel hier angesiedelt, um die Unternehmen aus ihrem Heimatland nach Deutschland zu begleiten. Das ist auch der Hauptgrund, warum umgekehrt deutsche Banken Zweigstellen oder Tochterunternehmen im Ausland gründen.

## Arten
Die Deutsche Bundesbank nennt in ihrer Bankenstatistik zunächst das Hauptaggregat der „Auslandsbanken“, das sich aus den „im Mehrheitsbesitz ausländischer Banken“ befindlichen Kreditinstituten sowie der Gruppe „Zweigstellen ausländischer Banken“ zusammensetzt. Teilaggregat hierunter bilden die „Banken im Mehrheitsbesitz ausländischer Banken“, die rechtlich selbständig sind und meist eine deutsche Rechtsform aufweisen. Zweigstellen sind hingegen rechtlich unselbständige Vermögensbestandteile ausländischer Institute. Eine reine Inlandsbank kann zur Auslandsbank werden, wenn ihr Mehrheitsbesitz ins Ausland wechselt (wie im August 2005 die Hypovereinsbank). Repräsentanzen von ausländischen Banken betreiben keine Bankgeschäfte, da ihre Hauptaufgabe in der Kontaktpflege und dem Public Relations besteht. Aus Sicht inländischer Kreditinstitute sind deren ausländische Korrespondenzbanken ebenfalls Auslandsbanken.

## Rechtsfragen
Betreibt eine Auslandsbank in Deutschland Bankgeschäfte, so gilt sie nach § 1 Abs. 1 KWG als Kreditinstitut oder CRR-Kreditinstitut und bedarf nach § 32 KWG einer Banklizenz durch die BaFin. Diese Bestimmungen unterscheiden nicht nach Inlands- und Auslandsbanken, so dass auch für letztere sämtliche KWG-Normen gelten. Unterhält ein Unternehmen mit Sitz im Ausland eine Zweigstelle im Inland, die Bankgeschäfte betreibt oder Finanzdienstleistungen erbringt, gilt nach § 53 Abs. 1 KWG die Zweigstelle als Kreditinstitut oder Finanzdienstleistungsinstitut. Danach werden Zweigstellen ausländischer Banken aufsichtsrechtlich wie selbständige Banken behandelt. Dann sind für die Zweigstelle mindestens zwei natürliche Personen mit Wohnsitz im Inland zu bestellen, die zur Geschäftsführung der Zweigstelle befugt sind (§ 53 Abs. 2 Nr. 1 KWG). Diese Vorschrift enthält weitere Vorgaben für Auslandszweigstellen, so etwa ihre Pflicht zur gesonderten Buchführung (§ 53 Abs. 2 Nr. 2 KWG).
Im Unterschied zu § 53 KWG enthält § 53a KWG für Repräsentanzen keinen Hinweis auf die Geltung des KWG; sie müssen sich demnach nicht um eine Banklizenz bemühen. Bankrepräsentanzen dürfen sich nach § 53a KWG genehmigungsfrei nur im Rahmen der Kontaktpflege und Werbung betätigen, wenn ihre ausländische Muttergesellschaft befugt ist, im Herkunftsstaat Bankgeschäfte zu betreiben. Die Repräsentanzen dürfen keine erlaubnispflichtigen Bank- und/oder Finanzdienstleistungen erbringen, insbesondere auch nicht in die Anbahnung, in den Abschluss oder in die Abwicklung von Bankgeschäften und Finanzdienstleistungen einbezogen werden. Solche physischen Niederlassungen in Deutschland müssen sich auf repräsentative Funktionen beschränken. Sie dürfen zudem keinesfalls Eigenhandel betreiben, weil sie dann als Tochterunternehmen oder Zweigstelle gelten und den Vorgaben der §§ 32 und 53 KWG unterliegen.
Seit 1995 dürfen Zweigniederlassungen von Instituten mit Sitz im Europäischen Wirtschaftsraum nach § 53b KWG ohne Erlaubnis durch die BaFin über eine Zweigniederlassung oder im Wege des grenzüberschreitenden Dienstleistungsverkehrs im Inland Bankgeschäfte betreiben oder Finanzdienstleistungen erbringen, wenn sie von den zuständigen Stellen des Herkunftsmitgliedstaates zugelassen worden sind. Für diese Unternehmen aus den EWR-Staaten besteht – unter den Voraussetzungen des § 53b KWG (Notifizierungsverfahren/Europäischer Pass) – neben der Möglichkeit der Errichtung einer Zweigniederlassung (§ 53b Abs. 2 KWG) auch die Möglichkeit des Betreibens erlaubnispflichtiger Geschäfte im Wege des grenzüberschreitenden Dienstleistungsverkehrs – ohne entsprechende inländische Präsenz – (§ 53b Abs. 2a KWG). Deren Einlagen sind durch die Einlagensicherung ihres Herkunftslandes gesichert.
Zweigniederlassungen von Instituten in Drittstaaten fallen unter die Regelung des § 53c KWG, die zu einer Rechtsverordnung des Bundesfinanzministers ermächtigt. Sie benötigen eine Erlaubnis als Tochterunternehmen (§ 32 Abs. 1 KWG in Verbindung mit § 33 Abs. 1 Nr. 6 KWG) oder als Zweigstelle (§ 32 Abs. 1 KWG in Verbindung mit § 53 KWG). Wenn ein Tochterunternehmen eines ausländischen Kreditinstituts keine Zustimmung von der für dieses Institut zuständigen ausländischen Aufsichtsbehörde zur Gründung des Tochterunternehmens erhält, ist die Banklizenz nach § 33 Abs. 1 Nr. 8 KWG in Deutschland zu versagen.

## Bedeutung
Der Marktanteil der Auslandsbanken (gemessen am Geschäftsvolumen) am gesamten deutschen Bankwesen lag im Dezember 1971 bei 4 %, wovon 1,7 % auf Zweigstellen und 0,3 % auf Tochterinstitute entfielen. Wegen der zunehmenden Bedeutung von Auslandsbanken wurde im März 1982 der Verband der Auslandsbanken in Deutschland gegründet. Auf Basis der Bilanzsumme erreichte der Marktanteil der Auslandsbanken 12,9 % (2012), was vor allem auf die Erfassung der HypoVereinsbank in diesem Segment zurückzuführen ist. Unter den zehn größten Emissionsbanken in Deutschland befanden sich 2010 neun Auslandsbanken, der Anteil der Auslandsbanken an den Mergers & Acquisitions-Mandaten lag 2007 bei 47 %, 2005 betrug der Anteil an den Anleiheemissionen 41 %. Im Factoring-Markt entfallen schätzungsweise gut 50 % des Umsatzes auf Gesellschaften, die Tochterunternehmen ausländischer Mütter sind.
Im Konsumentenkreditgeschäft tätige Auslandsbanken haben ihre Marktanteile oft durch den Erwerb von inländischen Teilzahlungsbanken ausgebaut. Vorreiter war 1973 die Citibank, die die Kundenkreditbank erwarb (heute Targobank). Es folgte 1998 die Creditplus Bank, die von der Crédit Agricole übernommen wurde. Die Aktivitäten der Banco Santander beschränkten sich zunächst auf die Betreuung spanischer Unternehmen in Deutschland; sie übernahm dann jedoch 1987 zunächst die CC-Bank, danach 2002 die Kölner AKB Privat- und Handelsbank, Deutschlands größter markenunabhängiger Automobilleasingbank. Schließlich übernahm sie im Juli 2008 das Konsumentenkreditgeschäft der Royal Bank of Scotland und führte im März 2008 die Verschmelzung der GE Money Bank durch. Die Société Générale wiederum erwarb 2005 die Mehrheit an der Hanseatic Bank.
Im Dezember 2015 gab es 142 Auslandsbanken mit einer Bilanzsumme von 944,2 Mrd. Euro.